# André Jean Antoine Despois
André Jean Antoine Despois est un peintre français né à Villeneuve-l'Archevêque (Yonne) le 23 juillet 1783 et décédé à Paris 5e le 5 juin 1873.
Élève de Jacques-Louis David et de Antoine-Jean Gros, il a laissé un nombre considérable d'œuvres datant de l'Empire et de la Restauration.
Il est notamment l'auteur d'un portrait de Napoléon Ier peint en 1809 sur commande de la préfecture de l’Yonne ; vendu chez Christie's en 2002, ce tableau se trouve aujourd'hui chez un collectionneur américain. 
En 1813, André Despois épouse Eugénie de Gisors (1794-1877), sœur de l'architecte Alphonse-Henri Guy de Gisors ; ils ont un fils, Eugène André Despois (1818-1876), écrivain, professeur et journaliste.